# Bubsy II
Bubsy II — видеоигра в жанре платформер. Вопреки общественному мнению, события данной игры не связаны с событиями Bubsy in Claws Encounters of the Furred Kind. Bubsy II продолжает события отменнёного сериала спин-оффа "Bubsy", у которого вышел лишь пилотный выпуск. В первой игре не было племянников, питомцев, города Нии-Бенд - атрибутов пилотного мульт-сезона. В комиксе первой игры, помимо самого Бабси и вулиев, были лесные животные, и охотник, от которого Бабси однажды их спас. В сериале и в комиксе также фигурировал Др.В.Р. В "бумажной волоките" первой игры Бабси изображается с длинными рукавами, а у "второй" - с короткими, как в сериале.

## Игровой процесс

Кадр из игры для версии Mega Drive/Genesis

Игра представляет собой платформер с боковым скроллингом. По графическому оформлению (использование двухмерной графики с элементами трёхмерной перспективы) версии игры сходны между собой, но различаются количеством уровней.
Игровой процесс заключается примерно в следующем. Как и в большинстве платформеров, персонаж перемещается по замкнутым уровням-локациям, уничтожает врагов и собирает различные предметы.
Уровни делятся на два типа: обычные (игровые) и бонусные. Основная задача на игровых уровнях — пройти их от начала до конца. В бонусных уровнях нужно за определённое время собрать как можно больше призов и бонусов.
Враги в игре разнообразны и многочисленны. Подобно играм серии Mario и Sonic the Hedgehog, герой может уничтожать врагов, прыгая сверху; чем выше сложность, тем бо́льшим объёмом здоровья они обладают. Чтобы уничтожить протагониста, противникам обычно достаточно нескольких попаданий; падение с большой высоты также может привести к потере жизни.
- Боссы как таковые в игре отсутствуют, однако после завершения всех уровней персонаж встречается с главным боссом — огромным роботом, управляемым                                          Хрюнделем Полезных предметов также представлено довольно много. В основном они пополняют здоровье и увеличивают количество игровых очков.

Чтобы добираться до недоступных платформ и спускаться вниз, персонаж использует «Высокий прыжок» и способность к «планированию».

## Оценки и мнения
| Иноязычные издания          | Иноязычные издания |
| Издание                     | Оценка             |
| --------------------------- | ------------------ |
| Mean Machines Sega Magazine | 84 (Genesis)       |
| Electronic Games            | A- (SNES)          |
| SuperGamePower              | 4/5 (SNES)         |
| Super Juegos                | 88 (Genesis/SNES)  |
| TodoSega                    | 90 (Genesis)       |
| Electronic Gaming Monthly   | 6/10 (Game Boy)    |
| Mega force                  | 90 % (Genesis)     |
| Consolemania                | 83 (Genesis)       |
| GamePro                     | 15,5/20 (Genesis)  |
| Consoles+                   | 84 % (Genesis)     |
| Supersonic                  | 91 % (Genesis)     |

Оценки игры критиками были различны.
Версия для Super Nintendo получила более высокие оценки по сравнению с другими версиями. Игровой журнал GamePro поставил этой версии оценку 4 из 5. При этом журналы Total! и Video Games & Computer Entertainment оценили её в 3 балла из 6 и в 6 баллов из 10. В своих обзорах рецензенты сравнили игру с франшизой Sonic The Hedgehog, отметив некоторые недостатки в дизайне уровней и игровом процессе.
Журнал GamePlayers оценил версию для Sega Mega Drive в 64 балла из 100, а другой журнал — GamePro — в 3 балла из 5. Примерно такую же оценку выставил информационный сайт Sega 16.com (5 баллов из 10); веб-сайт All Game Guide поставил версии 1 балл из 5. Среди достоинств игры критики отметили интересные элементы в игровом процессе, разнообразие врагов и полезных предметов, среди недостатков — непродуманный дизайн уровней и в основном скучный геймплей.
Игровой журнал Electronic Gaming Monthly поставил версии для карманной консоли Game Boy оценку 6 баллов из 10. При этом веб-сайт All Game Guide и журнал GamePro оценили её очень низко — в 1,5 баллов и 1 балл из 5. Игра была названа критиками «обычной», имеющей неинтересный игровой процесс и плохую графику.